# 新宿プラザ劇場
新宿プラザ劇場（しんじゅくプラザげきじょう、Shinjuku Plaza Theater）は、東京都新宿区歌舞伎町にてTOHOシネマズ株式会社が運営・経営していた映画館。

## 概要
1969年10月31日オープン。有楽座 / 日比谷映画劇場→日本劇場→日劇1（現・TOHOシネマズ日劇）系列の東宝洋画系チェーン。常に洋画の大作・話題作が数多く上映されていた。定員1,044人。『スター・ウォーズ』全6エピソードをすべて上映した国内唯一の劇場である。
- 沿革：新宿プラザ劇場（1969年10月31日 - 2008年11月7日）
- 経営・運営：東宝（1969年10月31日 -?）→東宝経営、東宝サービスセンター運営（? - 2006年9月30日）→TOHOシネマズ（2006年10月1日 - 2008年11月7日）

## 新宿プラザ終焉
東宝洋画系の旗艦劇場として親しまれた『新宿プラザ劇場』だったが、入居している新宿東宝会館の老朽化（2006年にはアスベスト除去工事も行っていた）や新宿コマ劇場を含めた歌舞伎町一帯の再開発も重なり、2008年11月7日をもって閉館となった。
最後の1週間となった11月1日から11月7日までは、『新宿プラザ劇場ラストショー』と題した閉館イベントを開催。
- 11月1日：『ベン・ハー』
- 11月2日：『2001年宇宙の旅』
- 11月3日～4日：『ゴッドファーザーPart I～III』
- 11月5日：『トップガン』
- 11月6日：『サウンド・オブ・ミュージック』

が上映され、最終日の11月7日には同館史上最高の収益をあげた『タイタニック』をシネマスコープの大画面で上映し、39年間の歴史に幕を下ろした。
新宿地区には、新宿バルト9（ティ・ジョイ／TOHOシネマズ共同経営）や新宿ピカデリー（松竹マルチプレックスシアターズ直営）など、都心型シネマコンプレックスが開館しており、こうしたシネコンによって映画興行も変貌、興行体制を見直すことが要因となった。この劇場の閉館により、日本国内で1,000席を超える映画館は『新宿ミラノ1』（1,064席）のみとなった。
歌舞伎町方面の日劇1（現・TOHOシネマズ日劇、スクリーン1）系チェーンは『レッドクリフPart1』（2008年11月1日公開）から新宿アカデミー劇場が引き継いでいたが、2009年11月30日をもって閉館したため、『イングロリアス・バスターズ』（2009年11月20日公開）からは新宿ミラノ2に移行されている。
なお、当劇場の閉館以降、歌舞伎町地区にあった映画館はそのほとんどが1年以内に全て姿を消し、唯一残った新宿TOKYU MILANOも2014年12月31日をもって閉館した。歌舞伎町の映画館の系譜上初めてとなる3ヵ月半の空白期間を挟み、当劇場跡地に建設される「新宿東宝ビル」に、シネマコンプレックス「TOHOシネマズ新宿」が2015年4月17日（金）にオープンした。